# نخستین زخم عشق، عمیق‌ترین است
«نخستین زخم عشق، عمیق‌ترین است» (انگلیسی: The First Cut Is the Deepest) ترانه‌ای است از خوانندهٔ بریتانیایی کت استیونز آنرا نوشت و نخستین بار توسط پی پی آرنولد در مه ۱۹۶۷ اجرا شد و به رتبهٔ ۱۸ جدول تک‌آهنگ‌های بریتانیا دست یافت. سپس کت استیونز خودش آنرا در یکی از آلبوم‌های موسیقی‌اش در دسامبر ۱۹۶۷ اجرا و منتشر کرد.
از آن پس، این ترانه را هنرمندان مختلفی اجرا کردند که برایشان موفقیت تجاری و هنری فراوانی به ارمغان آورد که از آن میان به اجرای کیث همپشر (۱۹۷۳)، راد استیوارت (۱۹۷۷)، داون پن (۱۹۹۴)، پاپا دی (۱۹۹۵) و شریل کرو (۲۰۰۳) اشاره کرد.
شعر ترانه، وصف حال شخصی است که با خود فکر می‌کند چگونه ممکن است پس از شکست عشقی و از دست دادن اولین معشوق، دوباره عاشق شد. مقصود از The First Cut در عنوان این ترانه، اولین دل‌شکستگی یک عاشق و زخمی است که از این شکست عشقی به‌جا می‌ماند.